# Michael (1996)
Michael é um filme de fantasia estadunidense de 1996 dirigido por Nora Ephron e estrelado por John Travolta como o Arcanjo Miguel, que é enviado à Terra para fazer várias tarefas, incluindo remendar alguns corações feridos. O elenco inclui Andie MacDowell, William Hurt, Bob Hoskins, Joey Lauren Adams e Robert Pastorelli como pessoas que cruzam o caminho de Michael. Esta foi a última produção da Turner Pictures a ser distribuído pela New Line Cinema, Warner Bros. seria a distribuídora na versão home vídeo de Michael (1996) e do lançamento nos cinemas de Fallen (1998).
A música original foi composta por Randy Newman. A cena de dança e outras localizações de gravações foram filmadas no centro comunitário da Holy Trinity Catholic Church em Cornhill, Texas, e em estradas rurais perto de Walburg, Texas, assim como a Gruene Hall no Texas. As filmagens ocorreram entre 12 de fevereiro e 13 de maio de 1996.
Ao contrário das descrições populares de anjos, Michael é retratado como um bêbado, tabagista e coitado -. ainda assim capaz de transmitir sabedoria inesperada.

## Resumo do enredo
Vartan Malt (Bob Hoskins) é o editor de um tablóide chamado National Mirror especializado em histórias improváveis sobre celebridades e contos francamente inacreditáveis sobre pessoas folclóricas e comuns. Quando Malt fica sabendo que uma mulher está supostamente abrigando um anjo em uma pequena cidade do Iowa, ele acha que isso pode ser até uma reportagem do National Mirror, então ele envia três pessoas para começar a história - Frank Quinlan (William Hurt), um repórter cuja carreira atingiu uma queda; Huey Driscoll (Robert Pastorelli), um fotógrafo à beira de perder o emprego (mesmo ele sendo o dono do mascote do tablóide chamado de Sparky o cão maravilha); e Dorothy Winters (Andie MacDowell), uma auto-intitulada "especialista em anjos" (na verdade, uma treinadora de cães contratada por Malt para eventualmente substituir Driscoll).
Eles chegam na pensão de Pansy Milbank (Jean Stapleton), que os informa que ela de fato tem um anjo como inquilino e apresenta-los para Michael (John Travolta). Michael tem asas como um anjo, mas a semelhança termina aí. Michael adora cigarros, açúcar, tem uma gargalhada incontrolável, tende a usar um grande número de frases não-angelicais, não se importa muito para a higiene pessoal, e cheira a biscoitos. Michael informa a seus visitantes que um anjo é permitido levar um certo número de "férias" na Terra e que ele está no meio de uma agora. Dito isto, esta é a última temporada que ele é permitido, e ele decidiu fazer mais do mesmo.
Depois de Pansy morrer inesperadamente, Frank e Huey tropeçam em cima de uma grande história e tem a ideia de Michael querer se divertir um pouco, por que não levá-lo para Chicago, onde ele pode realmente chutar os calcanhares? Michael revela que este era o seu plano desde o início. O resto do filme lida com as experiências que Frank, Huey, Dorothy, Sparky, e Michael têm durante a condução para Chicago (Michael se recusa a voar). Durante a viagem revela-se lentamente que a missão de Michael na Terra é fazer com que Frank e Dorothy fiquem juntos apesar de ambos terem tido más experiências com o amor.
Após Sparky ser atropelado por um caminhão fatalmente, Michael o traz de volta à vida. No processo, ele usa a sua cota de milagres e começa a enfraquecer. O grupo chega a Chicago apenas a tempo para Michael para ver a Willis Tower (que ele sempre quis ver) antes de desaparecer. Depois de Frank e Dorothy seguirem caminhos separados, Michael retorna mais uma vez (desta vez com Pansy junto) e com êxito recebe Frank e Dorothy de volta para o bem.

## Elenco
- John Travolta como Michael[3]
- Andie MacDowell como Dorothy Winters
- William Hurt como Frank Quinlan
- Bob Hoskins como Vartan Malt
- Robert Pastorelli como Huey Driscoll
- Jean Stapleton como Pansy Milbank
- Teri Garr como Juiza Esther Newberg
- Wallace Langham como Bruce Craddock
- Joey Lauren Adams como Anita, garçonete de Brown
- Richard Schiff como garçom italiano
- Carla Gugino como noiva
- Tom Hodges como noivo
- Sparky como ele mesmo

## Recepção
O filme recebeu misto de opiniões negativas, que atualmente detém uma classificação de 36% no Rotten Tomatoes baseado em 36 avaliações.

### Bilheteria
O filme foi um sucesso de bilheteria. Lançado no dia de Natal, Michael terminou em primeiro lugar nas bilheterias nesse fim de semana, arrecadando $17,435,711 (cerca de $3.4 milhões a mais do que o 2º colocado Jerry Maguire, que estava em sua terceira semana). O interno bruto total foi de $95,318,203, fazendo Michael ocupar o #16 para o ano de 1996.